# Naima

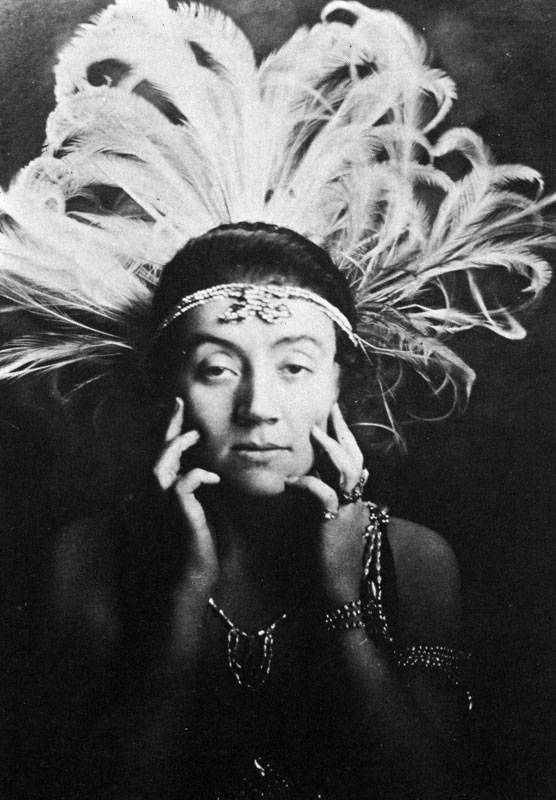
Naima Wifstrand, 1916.

Kvinnonamnet Naima har semitiskt ursprung. Det är besläktat, liksom Naemi, med hebreiskans Naomi som betyder mitt behag eller den angenäma. På arabiska är ordet naima femininformen för ordet behagfull.
Naima är en av nykomlingarna i 2001 års almanacka och fick dela namnsdagen med Naemi som har samma bakgrund. Den 31 december 2009 fanns det totalt 1 121 personer i Sverige med namnet Naima varav 766 med det som tilltalsnamn. År 2003 fick elva flickor namnet, varav fem fick det som tilltalsnamn.
Namnsdag: 17 november. I den finlandssvenska namnsdagslängden hade Naima namnsdag 9 februari 1929–1949.

## Personer med namnet Naima
- Naima Mora, amerikansk fotomodell
- Naima Sahlbom, kemist och fredsaktivist
- Naima Wifstrand, operettsångerska, skådespelare, kompositör och regissör